# ماتياس لانجه
ماثياس لانج (بالألمانية: Mathias Lange)‏ هو لاعب هوكي الجليد ألماني، ولد في 13 أبريل 1985 في كلاغنفورت في النمسا.

## وصلات خارجية
- ماتياس لانجه على موقع EliteProspects.com (الإنجليزية)
- ماتياس لانجه على موقع Eurohockey.com (الإنجليزية)
- ماتياس لانجه على موقع HockeyDB.com (الإنجليزية)
- ماتياس لانجه على موقع أوليمبيديا (الإنجليزية)